# 은하 팽대부

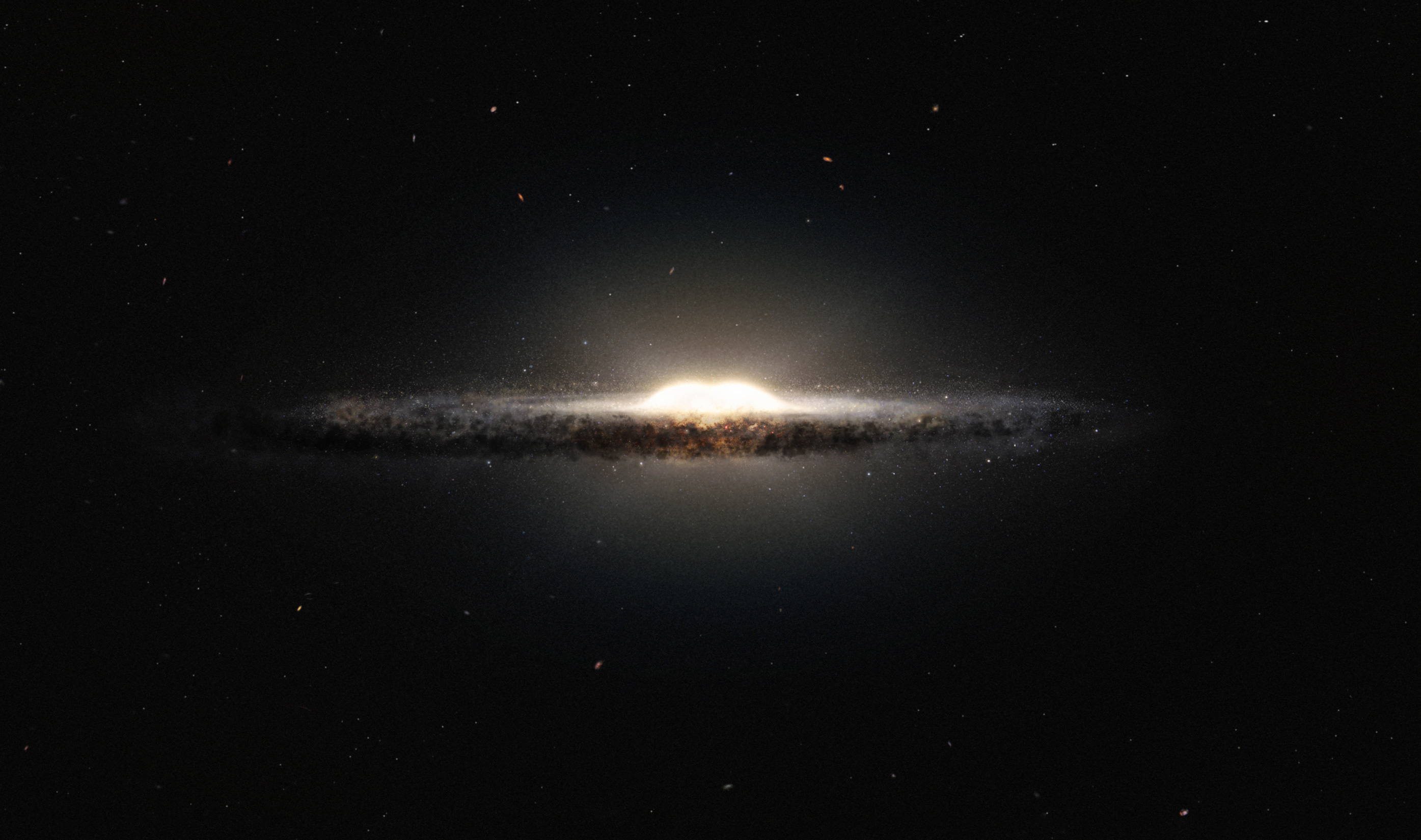
예술가가 표현한 우리 은하 중심의 팽대부.

은하 팽대부(銀河 膨大部, galactic bulge 갤럭틱 벌지[*])는 은하 내에 빽빽하게 모인 별들의 군집이다. 이 용어는 주로 대부분의 나선 은하에서 찾을 수 있는 중심의 별의 군집을 의미하는데 쓰인다.(은하구 참고) 역사적으로, 팽대부는 주위에 별들로 구성된 원반을 가진 타원 은하일 것으로 여겨졌지만, 허블 우주 망원경을 이용하여 촬영한 고해상도 사진에서는 많은 팽대부가 나선 은하와 더 가까운 특징을 가진 것으로 밝혀졌다. 현재 팽대부에는 적어도 두 유형이 있는 것으로 여겨지는데, 타원 은하와 유사한 팽대부와 나선은하와 유사한 팽대부가 그것이다.

## 고전적 팽대부

고전적 팽대부를 가진 M81의 모습. 팽대부의 시작점에서 나선 구조가 끝난다.

타원은하와 유사한 특징을 가진 팽대부는, 팽대부에 대한 과거의 생각과 같기 때문에 보통 고전적 팽대부(classical bulge)라고 불린다. 이러한 팽대부는 주로 항성종족 II의 늙은 별들로 구성되어 있는데, 그래서 붉은 색조를 띤다.(별의 진화 참고) 또한 이곳의 별들은 은하면에 대해서 근본적으로 무작위적인 궤도를 돌고 있는데, 그래서 팽대부가 뚜렷한 공모양을 띠게 된다. 먼지와 기체의 부족으로 인해서, 팽대부는 별의 형성이 거의 일어나지 않는 경향을 보인다. 광분포는 드 보클레르의 법칙에 따라 기술된다.
고전적 팽대부는 작은 구조들 사이의 충돌 결과로 여겨지고 있다. 이것이 별들의 경로를 어지럽히게 되고, 그 결과 팽대부에서 무작위한 궤도로 돌게 되는 것이다. 또한 병합 기간 동안, 기체구름은 병합에 의해 발생하는 충격파로 인해 더 많이 별을 형성하게 된다.(별의 형성 참고)

## 원반형 팽대부

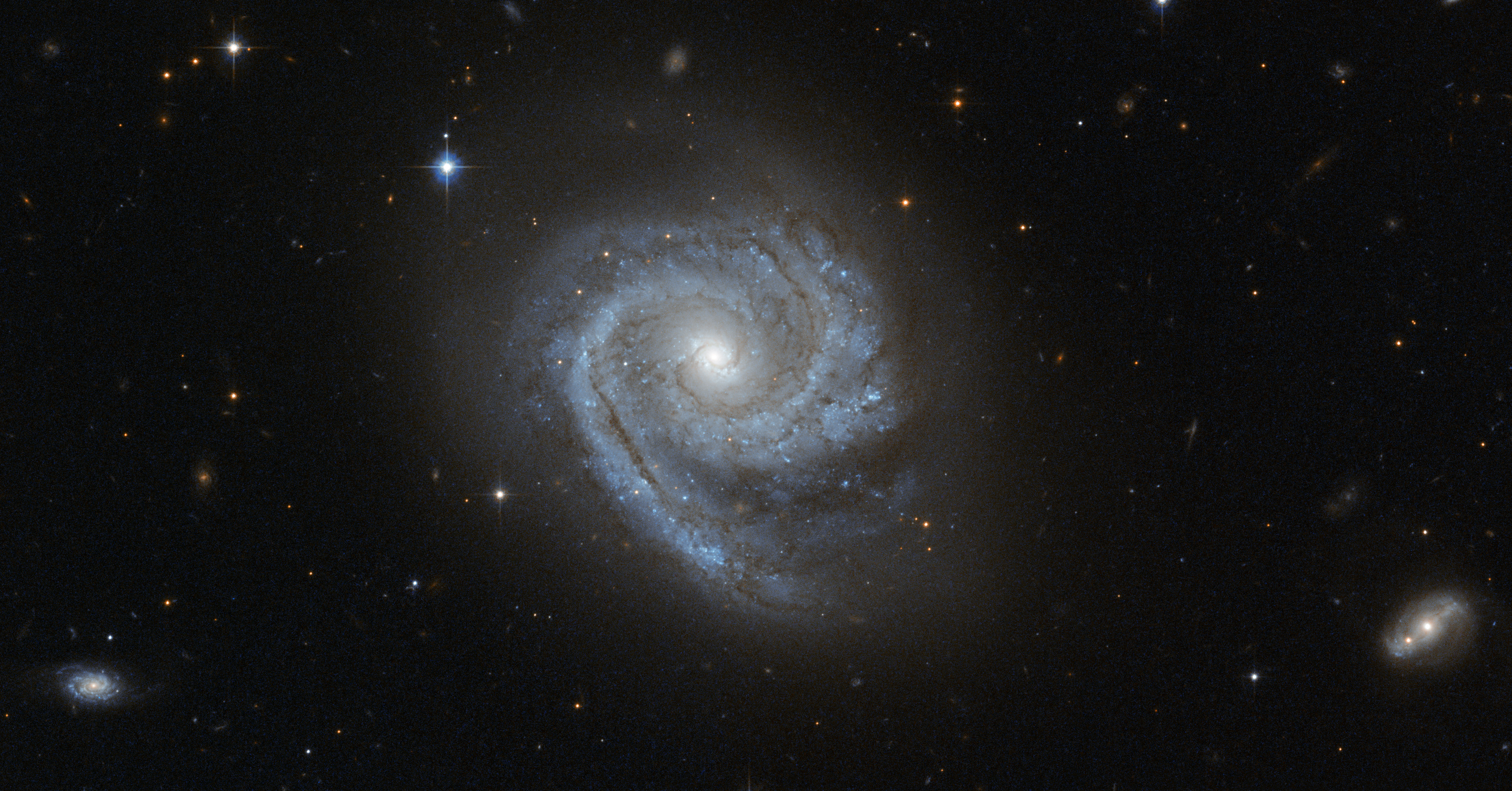
천문학자들은 ESO 498-G5처럼 은하 내에 뚜렷한 나선형 팽대부를 원반형 팽대부, 가짜 팽대부라고 표현한다.

많은 팽대부는 타원 은하보다는 나선 은하와 더 유사한 특징을 가지고 있다. 이들은 보통 가짜 팽대부(pseudobulge)나 원반형 팽대부(disky-bulge)라고 표현된다. 이러한 팽대부가 가진 별들은 무작위적으로 공전하고 있지 않으며, 오히려 바깥의 원반처럼 동일한 면에서 규칙적인 방식으로 공전하고 있다. 이는 타원 은하와 크게 대비된다.
허블 우주 망원경을 이용한 이후의 연구들은 많은 은하의 팽대부가 먼지가 부족하지 않음을 보여주며, 오히려 다양하고 복합적인 구조를 보여준다. 이 구조는 보통 나선은하와 유사하게 보이는데, 그보다는 훨씬 작다. 거대한 나선은하는 일반적으로 팽대부에 존재하는 나선보다 2~100 배 크다. 그런 은하의 팽대부에 이러한 나선이 있으면, 팽대부에서 방출되는 빛의 대부분이 그 중심 나선에서 방출된다. 가짜팽대부에서 새로운 별이 형성되는 속도는 보통 원반은하에서의 별의 형성 속도와 비슷하다. 가끔씩 팽대부는 NGC 4314에서 보이는 것처럼 보통 바깥의 원반에서 보이는 것보다 훨씬 높은 속도로 별이 형성되고 있는 핵고리를 포함하고 있다.

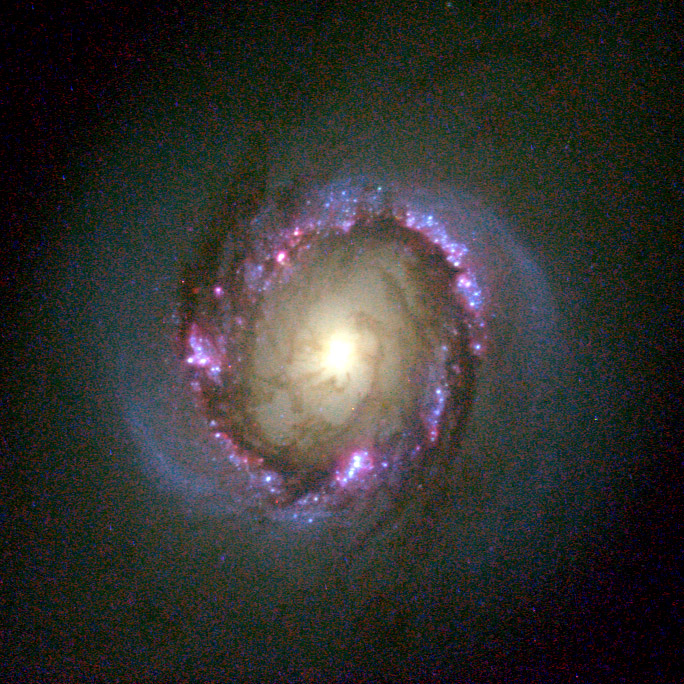
허블 우주 망원경의 별이 형성 중인 핵고리가 드러난 NGC 4314의 중심 영역 사진.

나선 구조와 어린 별들을 포함하고 있다는 것과 같은 특징들은 어느정도 타원 은하와 고전적 팽대부가 만들어진 것과 동일한 과정을 통해 팽대부가 형성되지 않았음을 시사한다. 아직도 가짜 팽대부의 형성에 관한 이론은 고전적 팽대부에 대한 이론보다 덜 확실하다. 가짜 팽대부는 더 고전적 팽대부가 형성되는 병합보다 더 최근에 일어났으며(50억 년 이내), 극단적으로 기체가 풍부한 병합의 결과일지도 모른다. 그러나, 병합 과정에서 원반이 유지되기는 어렵기 때문에 이 시나리오에 대해 의문이 일고 있다.
많은 천문학자들은 팽대부가 원반의 외곽을 구성하는 부분과 유사하게 보이며, 병합 과정으로 만들어진 것이 아니라고 주장한다. 홀로 남아 있는 원반 은하는 불안정성에 대응함으로써 별과 기체의 위치를 재배열할 수 있다. 영구진화(secular evolution)이라 불리는 이 과정으로 만들어진 것은 원반은하에서 자주 관측되는데, 나선 원반과 은하 막대는 은하 원반의 영구 진화 결과일 수 있다. 또 영구 진화는 기체와 별을 은하의 중심으로 이동을 시키는 것으로 추정된다. 이것이 정말 맞다면, 은하 중심의 밀도는 점점 증가하여 팽대부가 원반 은하와 유사한 특징을 보이게 만든다.
은하의 느리고 꾸준한 진화인 영구진화는 많은 수의 팽대부의 형성의 원인일 것이다. 이것이 사실이라면 그 많은 은하들이 병합을 겪지 않았음을 의미하게 되며, 파괴되기 쉬운 원반의 형성 문제를 해결할 수 있다. 따라서 이는 은하의 형성 및 진화에 관한 현재 이론이 지난 수십억 년 간 있었던 병합 횟수를 실제보다 굉장히 많이 상정했다는 것을 의미한다.
대부분의 팽대부는 중심에 초대질량 블랙홀이 기생하고 있는 것으로 여겨지고 있다. 이런 블랙홀들은 정의상(빛이 탈출할 수 없기 때문에) 당연히 관측되지 않는다. 그러나 이들의 존재를 강력히 시사하는 다양한 증거 조각들이 나선은하의 팽대부와 타원은하의 중심에 있다. 블랙홀의 질량은 팽대부의 특징과 밀접하게 관계되어 있다. 그런 관계 중 가장 밀접한 것은 M-시그마 관계인데, 블랙홀의 질량과 팽대부에서의 별의 속도 분산 사이의 관계이다. 지금까지 팽대부 없이 초대질량 블랙홀만 있는 경우는 없을 것이라 여겨졌었다. 그러나 팽대부를 동반하지 않는 초대질량 블랙홀을 가진 은하가 최근에 관측되었다.

## 같이 보기
- 은하의 형성 및 진화
- 은하좌표계
- 원반 은하
  - 나선팔
- 은하 헤일로
- 은하구
- 은하코로나
- 질량결손
- M-시그마 관계